# 정리금융공사
정리금융공사(整理金融公社, Resolution & Finance Corporation)는 부실금융기관이 보유하고 있던 부실자산의 신속한 정리를 통한 공적자금 회수전담을 위해 설립된 대한민국 금융감독위원회 산하 예금보험공사의 자회사였다. 정부의 공기업 선진화 방침에 따라 2009년 자산을 팔거나 외부에 위탁한 후 폐지되었으며 주식회사 KR&C가 설립되었다. 서울특별시 중구 청계천로 30 예금보험공사빌딩 17층에 위치하고 있다.

## 설립 근거
- 예금자보호법

## 연혁
- 1999년 12월 27일 정리금융공사 신설[7]
- 2000년 2월 1일 동화은행 등 5개 은행 분리자산 인수
- 2000년 2월 23일 한국외환은행 동아생명보험 등 4개 생명보험사 분리자산 인수
- 2000년 3월 20일 한국외환은행 대출채권 일괄 매각
- 2000년 8월 21일 한국외환은행 제일은행 추가분리자산 인수
- 2000년 9월 18일 기아자동차 주식 장외매각
- 2000년 10월 11일 한국전력공사 주식을 기초로 해외교환사채(EB) 발행
- 2000년 11월 15일 M&A 방식에 의한 일은증권 주식 매각
- 2000년 12월 11일 한국외환은행 원화 ABS발행
- 2000년 12월 17일 대출채권 일괄매각 (SPC 1 Loan Sale)
- 2001년 5월 7일 한국외환은행 대출채권 일괄매각 (RFC 2001-1 Loan Sale)
- 2001년 9월 14일 외화 ABS발행
- 2001년 11월 29일 대출채권 일괄매각 (한아름 2001-2 Loan Sale)
- 2001년 12월 31일 한아름금고 흡수합병
- 2002년 6월 14일 워크아웃채권 등 일괄매각 (한국자산관리공사)
- 2002년 11월 21일 일반, 특별채권 일괄매각 (한국자산관리공사)
- 2002년 12월 30일 4차 조기종결 파산재단 자산 인수 (22개 재단)
- 2003년 3월 14일 대한생명 사후지원 관련 자산 인수
- 2003년 3월 21일 제일은행 국제중재 자산 인수
- 2003년 6월 30일 3차∼5차 조기종결 파산재단 자산 인수 (47개 재단)
- 2003년 7월 31일 제일은행 3차 CALL 및 국제중재 자산 인수
- 2003년 8월 29일 제일은행 고정금리채 관련 국제중재 자산 인수
- 2003년 8월 31일 3차∼6차 조기종결 파산재단 자산 인수 (32개 재단)
- 2003년 10월 31일 원화ABS 후순위채 상환 현물자산 인수
- 2003년 10월 31일 6차 ~7차 조기종결 파산재단 자산인수 (24개 재단)
- 2004년 2월 26일 현대투자신탁 증권 인수
- 2004년 3월 29일 외화자산 ABS발행
- 2004년 5월 17일 8개 파산종금사 자산인수
- 2004년 7월 12일 4개 파산은행 자산인수
- 2004년 7월 26일 7~8차 조기종결 파산재단 자산 인수 (36개 재단)
- 2004년 9월 7일 6개 파산종금사 자산인수
- 2004년 9월 17일 9차 조기종결 파산재단 자산 인수 (29개 재단)
- 2004년 12월 22일 10차 조기종결 파산재단 자산 인수 (19개 재단)
- 2005년 3월 11일 조직 개편 (2부 5팀 → 8팀)
- 2005년 3월 30일 한국투자신탁증권 자산 인수 (21개 재단)
- 2005년 4월 30일 11차 조기종결 파산재단 자산 인수
- 2005년 5월 30일 대한투자신탁증권 자산인수
- 2005년 6월 10일 아림상호저축은행 자산인수 (예보기금)
- 2005년 7월 23일 한마음상호저축은행 PF 자산인수 (예보기금)
- 2005년 9월 5일 12차 조기종결 파산재단 자산 인수 (23개 재단)
- 2005년 10월 12일 한중상호저축은행 자산인수 (예보기금)
- 2006년 3월 3일 13차 조기종결 파산재단 자산 인수 (25개 재단)
- 2006년 5월 29일 14차 조기종결 파산재단 자산 인수 (23개 재단)
- 2006년 7월 3일 솔로몬상호저축은행 자산인수 (예보기금)
- 2006년 9월 4일 15차 조기종결 파산재단 자산 인수 (15개 재단)
- 2007년 3월 16일 좋은저축은행 자산 인수 (예보기금)
- 2007년 4월 30일 대출채권 일괄매각 (밀양저축은행)
- 2007년 5월 25일 대운저축은행 자산 인수 (예보기금)
- 2007년 7월 12일 16차 조기종결 파산재단 자산 인수 (7개 재단)
- 2007년 7월 20일 홍익저축은행 자산 인수 (예보기금)
- 2007년 10월 19일 두산인프라코어 주식 매각
- 2007년 11월 30일 72개 파산재단 추가 인수
- 2007년 12월 21일 경북저축은행 자산 인수 (예보기금)
- 2007년 12월 26일 영업기간 연장 (2010.12.26까지)
- 2008년 5월 23일 분당저축은행 자산 인수 (예보기금)
- 2008년 7월 10일 현대저축은행 자산 인수 (예보기금)
- 2008년 11월 30일 83개 파산재단 추가인수
- 2009년 4월 1일 전북저축은행 자산인수 (예보기금)
- 2009년 7월 15일 대출채권 일괄 매각 (세드윌, 나우IB캐피탈)
- 2009년 8월 4일 S&T대우중공업 주식매각
- 2009년 9월 30일 131개 파산재단 추가인수
- 2009년 11월 10일 KR&C로 개편되면서 폐지

## 주요 업무
- 부실금융기관, 청·파산법인, 정리금융기관, 예금보험공사 등으로부터 자산 및 부채의 인수·정리
- 부실상호신용금고 계약이전에 따른 자산 부채의 관리
- 부실종합금융회사의 정리에 따른 업무
- 보험금 지급 범위내 예금 등 채권의 매입
- 인수한 자산 및 부채의 관리를 위한 회수, 추심, 처분
- 보유자산의 유동화 업무, 유동화자산에 대한 관리
- 기타 채권관리와 관련한 부대업무

## 사건·사고 및 논란

### 정리금융공사 임직원들 명의 페이퍼컴퍼니 설립
2013년 6월 15일 독립언론 뉴스타파는 서울특별시 종로구 통인동 참여연대 지하 1층 느티나무홀에서 기자회견을 통해 김기돈 전 정리금융공사 사장, 진대권(정리금융공사 퇴직), 조정호(예금보험공사·정리금융공사 퇴직), 채후영(예금보험공사·정리금융공사 퇴직), 허용(예금보험공사·정리금융공사 퇴직) 등 5명과 유근우(예금보험공사 퇴직) 1명 등 총 6명이 조세피난처인 버진아일랜드에 설립된 페이퍼컴퍼니의 등기시사로 등재됐다고 발표했다.
뉴스타파가 공개한 자료에 따르면 유근우 전 예금보험공사 직원은 1999년 9월 24일 버진아일랜드에 'SUNART FINANCE LIMITED'이란 페이퍼컴퍼니를 설립했다. 이 페이퍼컴퍼니에는 유 전 예보 직원을 비롯해 김기돈 전 정리금융공사 사장, 진대권 전 정리금융공사 직원, 조정호 전 정리금융공사 직원, 채후영 전 정리금융공사 직원 5명이 등기이사로 기재됐다. 또 같은해 12월 2일에 설립된 'TRACKVILA HOLDINGS LIMITED'에도 유 전 예금보험공사 직원과 허용 전 정리금융공사 직원, 김기돈 전 정리금융공사 사장, 조정호 전 정리금융공사 직원, 채후영 전 정리금융공사 직원이 등기이사로 기재됐다.
한편 김기돈 전 정리금융공사 사장은 마산고등학교와 서울대학교 경영학과를 졸업한 뒤 한국은행과 은행감독원을 거쳐 지난 2000년부터 예금보험공사에 입사했다. 이후 보험관리부장과 금융분석부장 등을 거친 뒤 지난 2005년 정리금융공사 사장으로 선임됐다.
예금보험공사는 부실 금융기관으로 퇴출된 삼양종금의 해외 자산을 회수하기 위한 방편으로, 내부 절차에 따라 적법하게 페이퍼컴퍼니를 설립했을 뿐 아니라 이를 통해 지금까지 2천200만달러의 공적자금을 회수했다고 반박했다. 또한 "당시 한국은행에 페이퍼컴퍼니 설립 사실을 신고한 것으로 기억하고 있다"라며 "다만 10년 이상 지난 일이어서 이 사실을 증명할 수 있는 서류를 찾는데 어려움을 겪고 있다"고 해명했다. 자산 환수가 끝났는데도 페이퍼컴퍼니를 폐쇄하지 않은 것에 대해선 "현지에서 이 자산과 관련된 소송이 최근까지 진행됐기 때문"이라고 밝혔다.
그러나 뉴스타파는 "예금보험공사 이름이 아닌 직원 개인 명의로 페이퍼컴퍼니를 만든 점이 문제"라며 "아무리 외환위기 시기지만 순수하게 공적자금 회수가 목적이었다면 오히려 예금보험공사 이름으로 페이퍼컴퍼니를 만드는 게 정석"이라고 지적했다. 특히 "수천만 달러의 금융자산이 개인 명의의 페이퍼컴퍼니, 그리고 이와 연결된 해외계좌로 오갔다면 그 과정에서 금융사고가 일어났을 가능성도 배제할 수 없다"고 덧붙였다.

## 같이 보기
- 한국정책금융공사
- 한국주택금융공사
- 한국자산관리공사